# Volksbank Raiffeisenbank Nordoberpfalz
Die Volksbank Raiffeisenbank Nordoberpfalz eG mit Sitz in Weiden in der Oberpfalz ist eine Genossenschaftsbank in der nördlichen Oberpfalz.

## Organisationsstruktur
Die Volksbank Raiffeisenbank Nordoberpfalz eG ist eine Genossenschaftsbank. Rechtsgrundlagen sind das Genossenschaftsgesetz und die durch den Aufsichtsrat erlassene Satzung. Organe der Bank sind der Vorstand und der Aufsichtsrat.
Die Marktbereiche sind eingeteilt in die Bereiche Privatkunden, Vermögende Privatkunden und Firmenkunden. Insgesamt beschäftigt die Volksbank Raiffeisenbank Nordoberpfalz eG aktuell 827 Mitarbeitende (davon 36 Auszubildende) und betreibt 30 Geschäftsstellen.

## Geschichte
Die Volksbank Nordoberpfalz wurde 1923 als Gewerbebank Weiden für den erwerbstätigen Mittelstand von Weiden und Umgebung gegründet. Erster Vorstand war bis 1967 Otto Zahn. 1943 erhielt die „Gewerbebank Weiden“ den neuen Namen „Volksbank Weiden eGmbH“. Seit 1954 besteht das Bankgebäude in der Wörthstraße 14 in Weiden in der Oberpfalz. Die Zweigstelle in Floß wurde 1965 eröffnet. Erich Pärr und Ernst Fischer übernahmen 1967 die Aufgaben von  Otto Zahn und führten die Volksbank weiter. 1968 folgte die Eröffnung zweier weiterer Zweigstellen in der Peuerlstraße und im Ortsteil Hammerweg. Vier Jahre später eröffnete die Zweigstelle in Erbendorf und die Tochter City Reisen.
1976 eröffnete die Bank eine Geschäftsstelle in Altenstadt an der Waldnaab, 1978 eine weitere in der Pressather Straße in Weiden. 1981 gründete die Volksbank die City Immobilien GmbH und setzte das Projekt „Anker West“ um. 1985 eröffnete das Unternehmen eine Geschäftsstelle in der Frauenrichter Straße. 1987 übernahmen Ernst Fischer und Gerhard Ludwig als Vorstände die Leitung der Bank. Im selben Jahr schlossen sich die Volksbank Windischeschenbach und die Volksbank Weiden zusammen. Seit 1992 existiert die Zweigstelle in Neustadt an der Waldnaab und seit 1994 das Betreuerzentrum in der Wörthstraße 9 in Weiden.
1997 übernahm Rudolf Winter als Vorstand die Nachfolge von Ernst Fischer. 1997/98 wurde das Bankgebäude in der Wörthstraße 14 in Weiden generalsaniert. 1999 fusionierte die Volksbank Weiden mit der Volksbank Tirschenreuth und der Raiffeisenbank zur Volksbank Nordoberpfalz eG. 2001 übernahm Josef Sindersberger den Vorsitz des Aufsichtsrats und Josef Kürner wurde zu seinem Nachfolger ernannt. 2009 wurde eine Geschäftsstelle in Vohenstrauß eingeweiht. Ein Jahr später wurde in Tirschenreuth das Service- und Beratungszentrum neu gebaut. 2013 gründete die Bank eine Bürgerstiftung.
Am 1. Januar 2016 übernahm Rudolf Winter die Nachfolge von Gerhard Ludwig: dem Vorstand gehörten zu diesem Zeitpunkt auch Thomas Ludwig und Rainer Lukas an.
Zum 9. September 2017 erfolgte die Fusion mit der Raiffeisenbank Weiden eG und der Raiffeisenbank im Stiftland eG zur Volksbank Raiffeisenbank Nordoberpfalz eG mit Sitz in Weiden.
Am 10. August 2023 verschmolz die Raiffeisenbank Neustadt-Vohenstrauß eG mit der Volksbank Raiffeisenbank Nordoberpfalz eG.

## Soziales und Sponsoring
Im Geschäftsgebiet der Volksbank Raiffeisenbank Nordoberpfalz werden jährlich verschiedene Projekte aus den Bereichen Bildung, Soziales, Sport und Umwelt unterstützt. Im Jahr 2022 wurden Vereine, Organisationen und Einrichtungen aus der Region mit über 280.000 Euro gefördert.

## Ausbildung
Bei der Volksbank Nordoberpfalz wurden in den vergangenen Jahren durchschnittlich zehn Auszubildende pro Jahr eingestellt. Seit 2007 wird außerdem ein Verbundstudium, das heißt eine Kombination aus Banklehre und BWL-Studium an der Ostbayerischen Technischen Hochschule Amberg-Weiden, angeboten. Des Weiteren bietet die Bank seit dem Jahr 2015 neben der normalen Bankkauflehre eine Kombination aus Ausbildung und Fachhochschulreife an.

## Tochtergesellschaften
Tochtergesellschaften der Bank sind seit 1972 die City Reisebüro GmbH und die 1981 gegründete City Immobilien GmbH.